# Omolon varius
Omolon varius är en insektsart som beskrevs av Walker. Omolon varius ingår i släktet Omolon och familjen hornstritar. Inga underarter finns listade i Catalogue of Life.